# Diócesis de Tarbes y Lourdes
La diócesis de Tarbes y Lourdes (en latín: Dioecesis Tarbiensis et Lourdensis y en francés: Diocèse de Tarbes et Lourdes) es una circunscripción eclesiástica de la Iglesia católica en Francia. Se trata de una diócesis latina, sufragánea de la arquidiócesis de Toulouse. Desde el 30 de marzo de 2022 su obispo es Jean-Marc Micas, de la Compañía de Sacerdotes de San Sulpicio.

## Territorio y organización

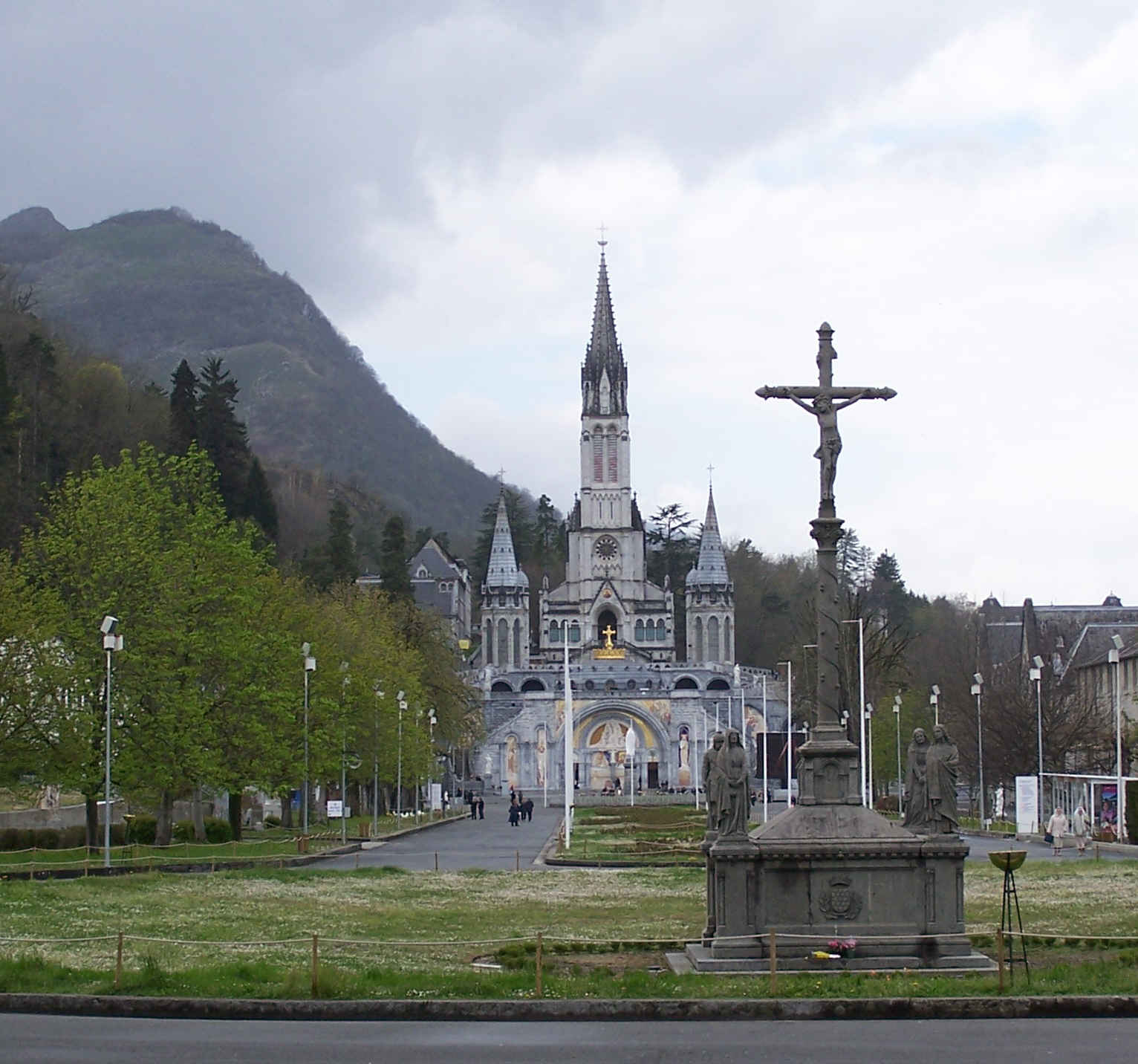
Santuario de Nuestra Señora de Lourdes

La diócesis tiene 8743 km² y extiende su jurisdicción sobre los fieles católicos de rito latino residentes en el departamento de Altos Pirineos en la región de Occitania.

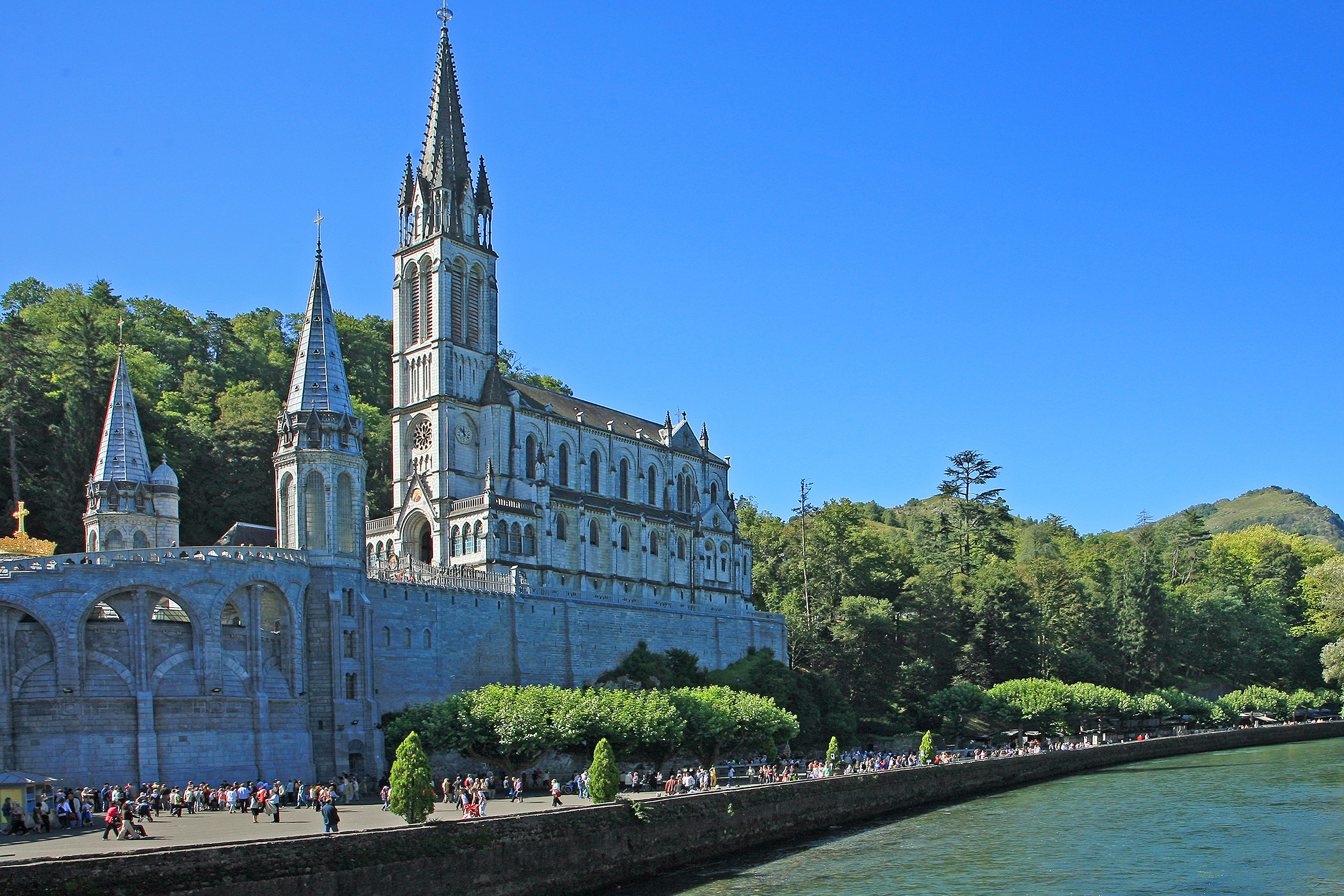
Basílica de la Inmaculada Concepción, en Lourdes

La sede de la diócesis se encuentra en la ciudad de Tarbes, en donde se halla la Catedral de Nuestra Señora de la Sede. En Lourdes se halla la Santuario de Nuestra Señora de Lourdes, el santuario mariano más visitado del mundo, que está dedicado a Nuestra Señora de Lourdes. El complejo de Lourdes incluye las basílicas de la Inmaculada Concepción, de Nuestra Señora del Rosario y de San Pío X, así como la gruta de las apariciones (de Massabielle), donde la Virgen se presentó ante Bernadette Soubirous

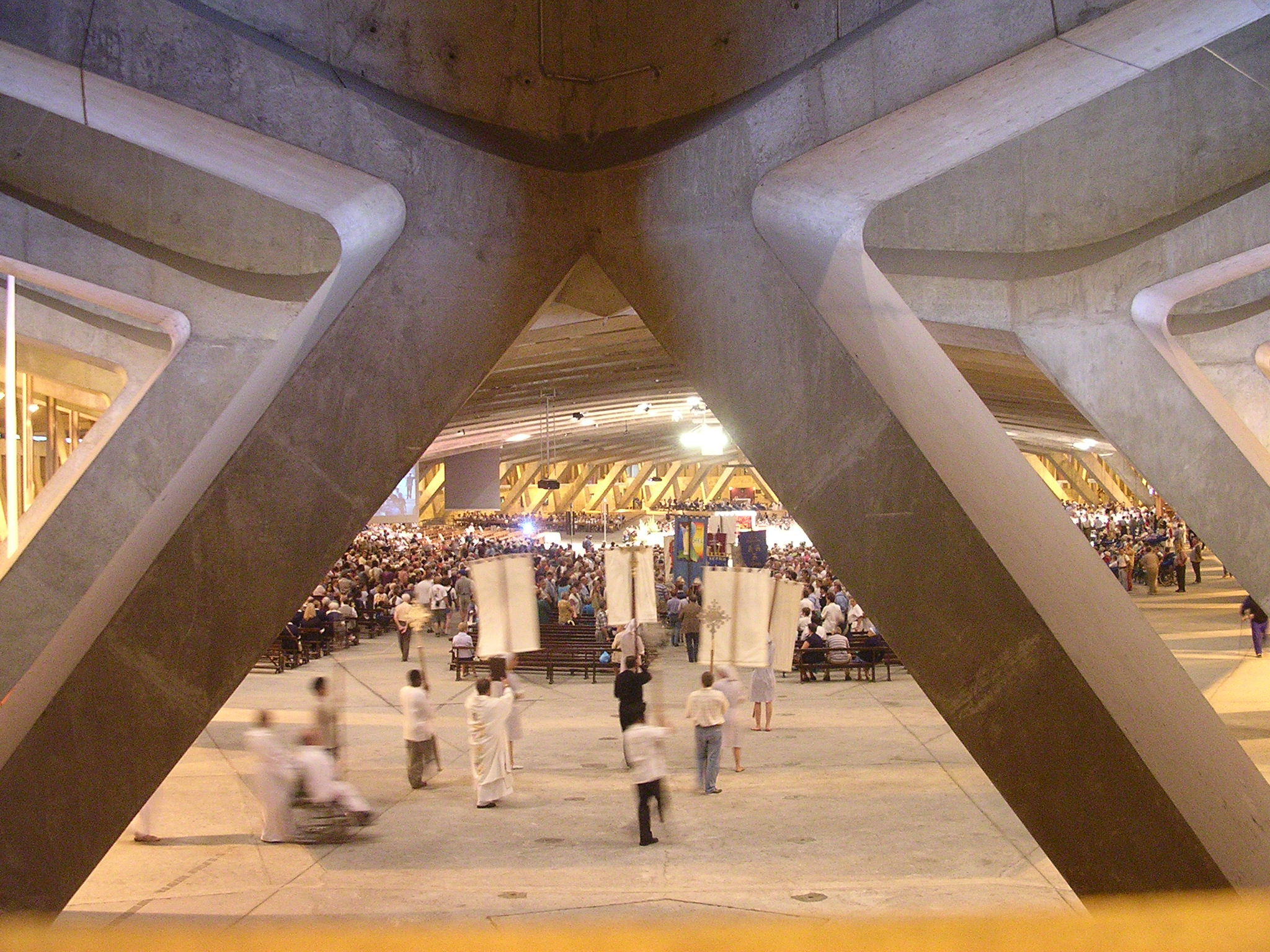
Basílica de San Pío X (Lourdes)

En 2022 en la diócesis existían 525 parroquias agrupadas en 6 decanatos: Argelés, Bagnères-de-Bigorre, Lannemezan, Lourdes, Tarbes y Vic-Maubourguet.

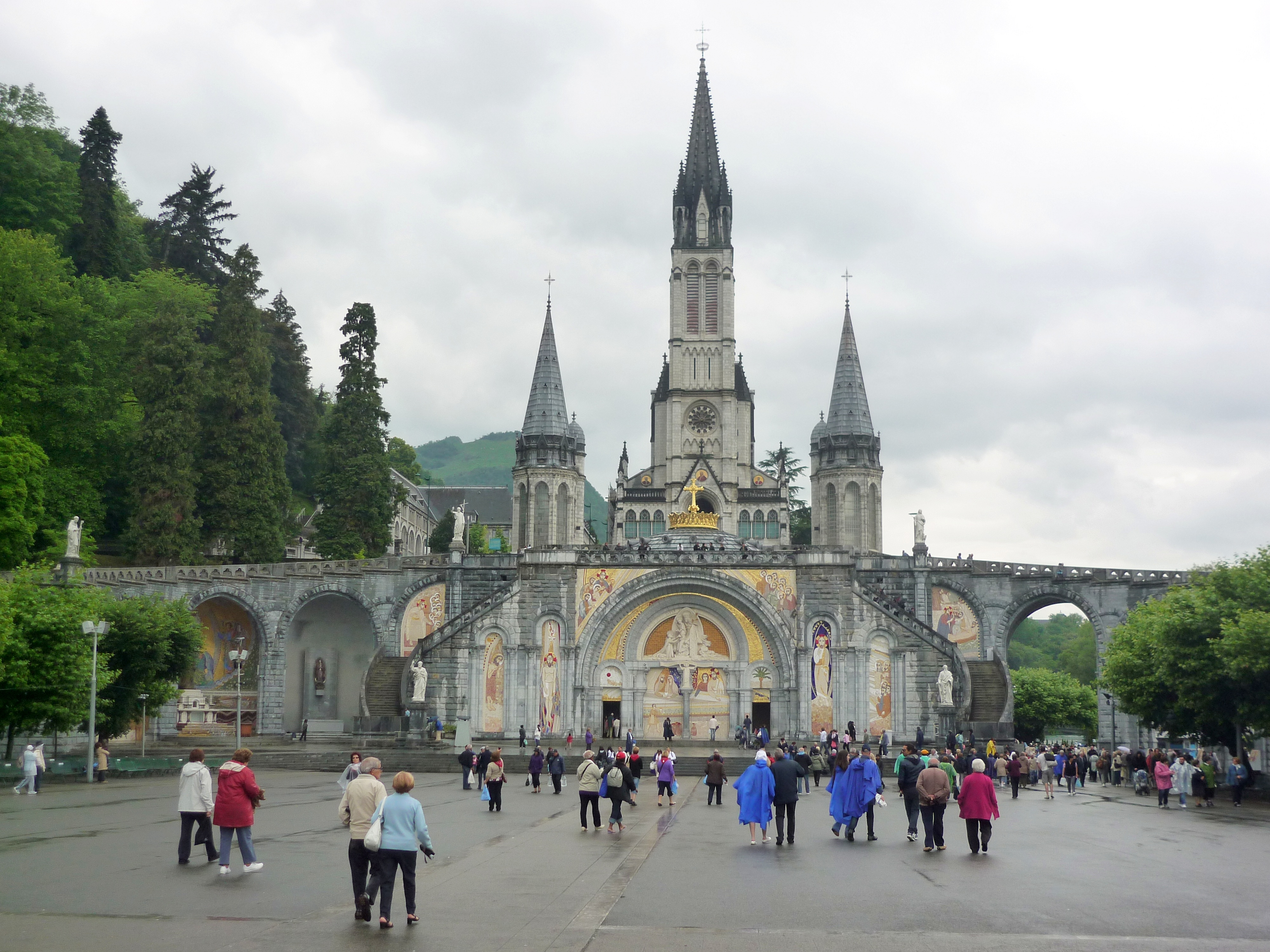
Basílica de Nuestra Señora del Rosario, en Lourdes

El cabildo catedralicio está integrado por 8 archidiáconos, un kantor y 14 canónigos. Además, en la diócesis hay varias colegiatas: Saint-Jean de Tarbes (12 prebendas); Saint-Vincent de Bagnères (14 prebendas).

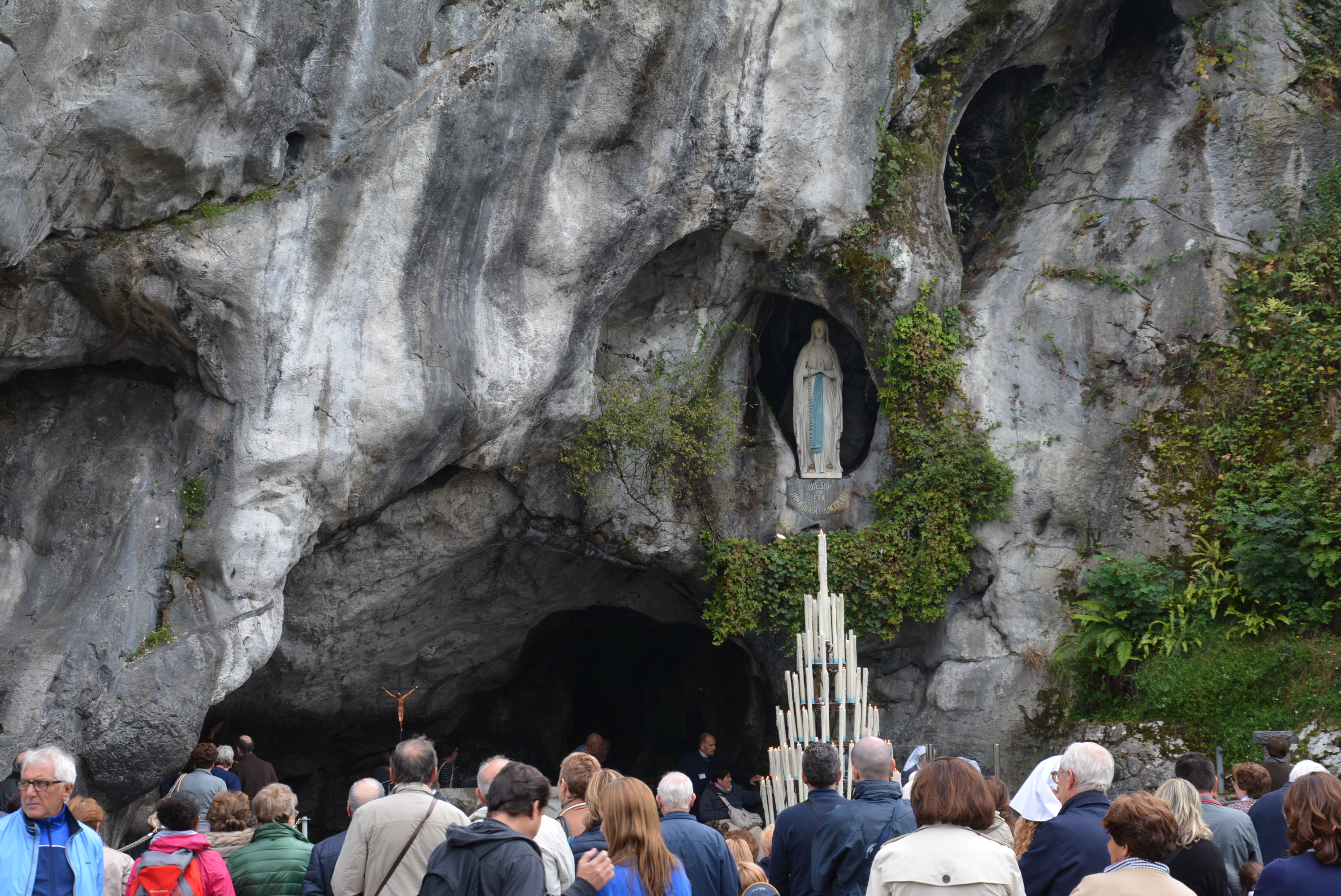
Gruta de Massabielle, en Lourdes

Varias abadías existen en la diócesis.
- Abadía de Larreule, fundada alrededor de 970;[1]
- Abadía de Saint-Pé-de-Bigorre, fundada alrededor de 1022;[1]
- Abadía de Saint-Savin-en-Lavedan, fundada antes de 945;[1]
- Abadía de Saint-Sever-de-Rustan;[1]
- Abbaye de Tasque;[1]
- Abadía de Escaladieu, fundada en 1136;[1]
- Abadía de Tournay.

## Historia
La civitas Turba, llamada así en la Notitia Galliarum que data de principios del siglo V, fue una de las ciudades que componían la provincia romana de Novempopulania.
Los orígenes de la diócesis son inciertos. Según Gregorio de Tours, el territorio de Bigorra fue evangelizado por un mártir, Genesio, y por otros tres santos sacerdotes, Justino, Misilino y Severo. El primer obispo históricamente documentado es Apro, que estuvo representado en el Concilio de Agda en 506 por el sacerdote Ingenuo. Originalmente la diócesis era sufragánea de la arquidiócesis de Eauze.
Después del siglo VI la serie episcopal de Tarbes se vio interrumpida debido a la destrucción llevada a cabo primero por los sarracenos y luego por los normandos. Los obispos reaparecieron en la segunda mitad del siglo X y la diócesis desde entonces formó parte de la provincia eclesiástica de la arquidiócesis de Auch.
La construcción de la catedral se inició en el siglo XII y sufrió varias intervenciones posteriores, entre ellas la adición de la fachada actual en el siglo XVIII.
En 1790 la constitución civil del clero mantuvo la sede episcopal de Tarbes para el departamento de Altos Pirineos.
Tras el concordato, mediante la bula Qui Christi Domini del papa Pío VII del 29 de noviembre de 1801, la diócesis fue suprimida y su territorio dividido entre las diócesis de Agen y Bayona.
El 6 de octubre de 1822 se restableció la diócesis de Tarbes mediante la bula Paternae charitatis del papa Pío VII, derivando el territorio de la diócesis de Bayona.
El 20 de abril de 1912 cambió su nombre por el actual, debido a la importancia asumida por la ciudad de Lourdes en el mundo católico a consecuencia de las apariciones marianas a Bernadette Soubirous.
El 8 de diciembre de 1917 el papa Benedicto XV concedió a los obispos de Tarbes y Lourdes el privilegio de llevar el palio durante las celebraciones en la basílica de Lourdes.
El 8 de diciembre de 2002, con motivo de la reorganización de las circunscripciones eclesiásticas francesas, se convirtió en sufragánea de la arquidiócesis de Toulouse.

## Estadísticas
Según el Anuario Pontificio 2023 la diócesis tenía a fines de 2022 un total de 150 135 fieles bautizados.
| Año                                                                             | Población            | Población | Población      | Sacerdotes | Sacerdotes    | Sacerdotes    | Bautizados por sacerdote | Diáconos permanentes | Religiosos | Religiosos | Parroquias |
| Año                                                                             | Bautizados católicos | Total     | % de católicos | Total      | Clero secular | Clero regular | Bautizados por sacerdote | Diáconos permanentes | Varones    | Mujeres    | Parroquias |
| ------------------------------------------------------------------------------- | -------------------- | --------- | -------------- | ---------- | ------------- | ------------- | ------------------------ | -------------------- | ---------- | ---------- | ---------- |
| 1950                                                                            | 201 000              | 201 954   | 99.5           | 377        | 325           | 52            | 533                      |                      | 65         | 626        | 488        |
| 1969                                                                            | 180 000              | 225 730   | 79.7           | 319        | 275           | 44            | 564                      |                      | 74         | 965        | 156        |
| 1978                                                                            | 170 000              | 229 000   | 74.2           | 281        | 239           | 42            | 604                      |                      | 72         | 865        | 522        |
| 1990                                                                            | 200 000              | 233 000   | 85.8           | 246        | 180           | 66            | 813                      | 3                    | 99         | 764        | 522        |
| 1999                                                                            | 150 000              | 225 000   | 66.7           | 196        | 147           | 49            | 765                      | 6                    | 89         | 674        | 105        |
| 2000                                                                            | 150 000              | 222 365   | 67.5           | 176        | 124           | 52            | 852                      | 7                    | 92         | 675        | 117        |
| 2001                                                                            | 140 000              | 222 365   | 63.0           | 191        | 138           | 53            | 732                      | 8                    | 93         | 700        | 117        |
| 2002                                                                            | 150 000              | 222 400   | 67.4           | 177        | 125           | 52            | 847                      | 10                   | 92         | 700        | 117        |
| 2003                                                                            | 150 000              | 222 400   | 67.4           | 182        | 126           | 56            | 824                      | 10                   | 78         | 650        | 117        |
| 2004                                                                            | 150 000              | 222 400   | 67.4           | 179        | 126           | 53            | 837                      | 10                   | 75         | 645        | 117        |
| 2010                                                                            | 151 000              | 229 000   | 65.9           | 168        | 106           | 62            | 898                      | 14                   | 98         | 422        | 525        |
| 2014                                                                            | 150 000              | 237 945   | 63.0           | 153        | 97            | 56            | 980                      | 17                   | 86         | 352        | 525        |
| 2017                                                                            | 150 000              | 228 950   | 65.5           | 131        | 78            | 53            | 1145                     | 18                   | 76         | 339        | 525        |
| 2020                                                                            | 149 700              | 228 530   | 65.5           | 134        | 82            | 52            | 1117                     | 18                   | 78         | 293        | 525        |
| 2022                                                                            | 150 135              | 229 200   | 65.5           | 124        | 74            | 50            | 1210                     | 18                   | 75         | 270        | 525        |
| Fuente: Catholic-Hierarchy, que a su vez toma los datos del Anuario Pontificio. |                      |           |                |            |               |               |                          |                      |            |            |            |

## Episcopologio
- Apro † (mencionado en 506)
- Giuliano † (antes de 541-después de 551)
- Amelio I † (antes de 585-después de 587)
- Sarstonio o Garstonio † (mencionado en 879)
- Amelio II † (antes de 965 circa-después de 980 circa)
- Bernard I † (antes de 990 circa-circa 1033)
- Richard † (circa 1034-después de agosto de 1036)
- Héraclius I † (circa 1037-circa 1069)
- Ponce I † (circa 1070-después de abril de 1080)
- Hugues † (mencionado en octubre de 1080)
- Dodon o Odon o Eude † (antes de 1083 circa-después de marzo de 1095)
- Bernard II (Bernard-Sanche d'Azereix) † (antes de octubre de 1095-después de 1106 circa)
- Guillaume I † (mencionado en 1110 circa)
- Grégoire † (antes de marzo de 1116-después de 1120)
- Guillaume Arnaud † (antes de octubre de 1131-después de septiembre de 1142)
- Bernard de Montesquiou † (antes de 1145-después de 1163)
- Héraclius II † (mencionado entre 1070 y 1079)
- Arnaud-Guillaume d'Oson † (antes de marzo de 1179-después de 1200)
- Arnaud-Guillaume de Biran † (antes de diciembre de 1212-después de 1215)
- Amanieu de Gresinhac † (antes de noviembre de 1216-1226 nombrado arzobispo de Auch)
- Hugues de Pardaillan † (antes de mayo de 1227-28 de febrero de 1245 falleció)
- Arnaud-Raymond de Coarraze † (antes de 1247-después de abril de 1257[nota 2])
- Arnaud de Miossens † (28 de octubre de 1261-después de enero de 1267)
- Raymond-Arnaud de Coarraze † (antes de mayo de 1268-4 de marzo de 1307 falleció)
- Gérard Doucet † (20 de febrero de 1308-11 de febrero de 1314 falleció)
- Guillaume II Hunaud de Lanta, O.Clun. † (26 de octubre de 1316-24 de noviembre de 1339 nombrado obispo de Agda)
- Pierre-Raymond de Montbrun † (24 de noviembre de 1339-14 de marzo de 1353 falleció)
- Guillaume de Rosières, O.S.B. † (17 de abril de 1353-1361 falleció)
- Bernard IV † (18 de junio de 1361-circa 1 de agosto de 1374 falleció)
- Obediencia aviñonesa:
  - Gaillard de Coarraze † (6 de noviembre de 1374-después de mayo de 1398)[nota 3]
  - Bertrand † (25 de febrero de 1400-1404 falleció)
  - Chrétien d'Hauterive, O.E.S.A. † (7 de noviembre de 1404-17 de septiembre de 1408 nombrado obispo de Tréguier)
  - Bernard du Peyron † (17 de septiembre de 1408-después del 14 de agosto de 1416)
- Obediencia romana:
  - Sede vacante (1382-1388)[nota 4]
  - Pierre d'Anglade de Montbrun, O.P. † (30 de abril de 1388-antes del 1 de julio de 1391)
  - Renaud de Foix † (mencionado en 1392)
  - Adalbert † (mencionado en 1399)
- Bonhomme d'Armagnac † (26 de diciembre de 1417 consagrado[nota 5]-17 de marzo de 1427 falleció)
- Raymond de Bernard † (30 de abril de 1427-circa 1430 falleció)
- Jean de Fortou † (15 de diciembre de 1430-1439 falleció)
- Roger de Foix † (13 de enero de 1440-8 de julio de 1461 falleció)
- Jean † (27 de enero de 1462-después de junio de 1462)
  - Pierre de Foix † (11 de febrero de 1463-13 de diciembre de 1464 falleció) (administrador apostólico)
- Louis d'Albret † (9 de enero de 1465-4 de septiembre de 1465 falleció)
- Arnaud-Raymond de Palatz † (18 de julio de 1466-después del 21 de septiembre de 1474 falleció)
- Ménald (o Manaud) d'Aure † (8 de diciembre de 1474-1504 falleció)
  - Thomas de Foix † (4 de diciembre de 1504-circa 1514 renunció) (obispo electo)
- Ménald de Martory (o de Montory o de Martres), O.S.A. † (6 de noviembre de 1514-19 de septiembre de 1524 nombrado obispo de Couserans)
- Gabriel de Grammont † (19 de septiembre de 1524-26 de marzo de 1534 falleció)
- Antoine de Castelnau † (2 de septiembre de 1534-agosto o de septiembre de 1539 falleció)
- Louis de Castelnau † (29 de octubre de 1539-1 de septiembre de 1549 falleció)
- Gentien de Bussy d'Amboise † (21 de julio de 1556-fine del 1575 falleció)
- Salvat I d'Iharse † (29 de febrero de 1580-23 de junio de 1601 falleció)
- Salvat II d'Iharse † (3 de junio de 1602-7 de octubre de 1648 falleció)
- Claude Mallier † (1 de febrero de 1649-1668 renunció)
- Marc Mallier du Houssay † (3 de septiembre de 1668-4 de mayo de 1675 falleció)
- Anne-Tristan de La Baume de Suze † (30 de agosto de 1677-4 de febrero de 1692 nombrado arzobispo de Auch)[nota 6]
- François de Poudenx † (24 de marzo de 1692[6]-24 de junio de 1716 falleció)
  - Sede vacante (1716-1719)
- Anne-François-Guillaume du Cambout-Beçay † (2 de octubre de 1719-8 de julio de 1729 falleció)
- Charles-Antoine de la Roche-Aymon † (2 de octubre de 1730-11 de noviembre de 1740 nombrado arzobispo de Toulouse)
- Pierre de Beaupoil de Saint-Aulaire † (19 de diciembre de 1740-11 de enero de 1751 falleció)
- Pierre de La Romagère † (5 de julio de 1751-18 de febrero de 1769 falleció)
- Michel-François de Couët du Vivier de Lorry † (11 de septiembre de 1769-20 de septiembre de 1782 renunció)[nota 7]
- François Gain de Montagnac † (23 de septiembre de 1782-6 de octubre de 1801 renunció)
  - Sede suprimida (1801-1822)
- Antoine-Xavier de Neirac † (16 de mayo de 1823-28 de enero de 1833 falleció)
- Pierre-Michel-Marie Double † (30 de septiembre de 1833-1 de abril de 1844 falleció)
- Bertrand-Sévère Mascarou-Laurence † (21 de abril de 1845-30 de enero de 1870 falleció)
- Pierre-Anastase Pichenot † (27 de junio de 1870-25 de julio de 1873 nombrado arzobispo de Chambéry)
- Benoît-Marie Langénieux † (25 de julio de 1873-21 de diciembre de 1874 nombrado arzobispo de Reims)
- César-Victor-Ange-Jean-Baptiste Jourdan † (21 de diciembre de 1874-16 de julio de 1882 falleció)
- Prosper-Marie Billère † (25 de septiembre de 1882-27 de agosto de 1899 falleció)
- François-Xavier Schoepfer † (14 de diciembre de 1899-24 de agosto de 1927 falleció)[nota 8]
- Alexandre-Philibert Poirier † (24 de agosto de 1927 por sucesión-25 de agosto de 1928 falleció)
- Pierre-Marie Gerlier † (14 de mayo de 1929-30 de julio de 1937 nombrado arzobispo de Lyon)
- Georges-Eugène-Emile Choquet † (11 de febrero de 1938-20 de abril de 1946 falleció)
- Pierre-Marie Théas † (17 de febrero de 1947-12 de febrero de 1970 retirado[nota 9])
- Henri Clément Victor Donze † (12 de febrero de 1970-25 de marzo de 1988 retirado)
- Jean Yves Marie Sahuquet † (25 de marzo de 1988 por sucesión-16 de enero de 1998 retirado)
- Jacques Jean Joseph Jules Perrier (16 de enero de 1998 por sucesión-11 de febrero de 2012 retirado)
- Nicolas Brouwet (11 de febrero de 2012-10 de julio de 2021 nombrado obispo de Nimes)
- Jean-Marc Micas, P.S.S., desde el 30 de marzo de 2022